# Huli, Mîronivka
Huli (în ucraineană Гулі) este un sat în comuna Vladîslavka din raionul Mîronivka, regiunea Kiev, Ucraina.

## Demografie
Componența lingvistică a localității Huli
     Ucraineană (98,99%)
     Rusă (1,01%)
Conform recensământului din 2001, majoritatea populației localității Huli era vorbitoare de ucraineană (98,99%), existând în minoritate și vorbitori de rusă (1,01%).